# Andreas Mies
Andreas Mies (Colonia, 21 agosto 1990) è un tennista tedesco.
Specialista del doppio, ha conquistato due edizioni del Roland Garros (2019 e 2020) in doppio con Kevin Krawietz ed ha raggiunto l'ottava posizione del ranking ATP nel novembre del 2019.
Ha inoltre raggiunto le semifinali agli US Open 2019 con Krawietz e al Roland Garros 2023 con Matwé Middelkoop.

## Statistiche

### Doppio

#### Vittorie (7)
| Legenda              |
| Grande Slam (2)      |
| ATP Finals (0)       |
| ATP Masters 1000 (0) |
| ATP Tour 500 (1)     |
| ATP Tour 250 (4)     |

| N. | Data             | Torneo                                   | Superficie  | Compagno        | Avversari in finale                    | Punteggio              |
| 1. | 17 febbraio 2019 | New York Open, New York                  | Cemento (i) | Kevin Krawietz  | Santiago González Aisam-ul-Haq Qureshi | 6–4, 7–5               |
| 2. | 8 giugno 2019    | Open di Francia, Parigi                  | Terra rossa | Kevin Krawietz  | Jérémy Chardy Fabrice Martin           | 6–2, 7–6(3)            |
| 3. | 20 ottobre 2019  | European Open, Anversa                   | Cemento (i) | Kevin Krawietz  | Rajeev Ram Joe Salisbury               | 7–6(1), 6–3            |
| 4. | 10 ottobre 2020  | Open di Francia, Parigi (2)              | Terra rossa | Kevin Krawietz  | Mate Pavić Bruno Soares                | 6–3, 7–5               |
| 5. | 24 aprile 2022   | Barcelona Open Banc Sabadell, Barcellona | Terra rossa | Kevin Krawietz  | Wesley Koolhof Neal Skupski            | 7–6(3), 6(5)–7, [10–6] |
| 6. | 1º maggio 2022   | BMW Open, Monaco di Baviera              | Terra rossa | Kevin Krawietz  | David Vega Hernández Rafael Matos      | 4–6, 6–4, [10–7]       |
| 7. | 27 luglio 2024   | Austrian Open, Kitzbühel                 | Terra rossa | Alexander Erler | Constantin Frantzen Hendrik Jebens     | 6–3, 3–6, [10–6]       |

#### Finali perse (2)
| Legenda                   |
| Grande Slam (0)           |
| ATP World Tour Finals (0) |
| ATP Masters 1000 (0)      |
| ATP World Tour 500 (0)    |
| ATP World Tour 250 (2)    |

| N. | Data            | Torneo                                                 | Superficie  | Compagno           | Avversari in finale          | Punteggio      |
| 1. | 25 ottobre 2020 | ATP Cologne 2, Colonia                                 | Cemento (i) | Kevin Krawietz     | Raven Klaasen Ben McLachlan  | 2–6, 4–6       |
| 2. | 21 aprile 2024  | Internazionali di Tennis di Baviera, Monaco di Baviera | Terra rossa | Jan-Lennard Struff | Yuki Bhambri Albano Olivetti | 6(6)–7, 6(5)–7 |

## Risultati in progressione
| Sigla | Risultato               |
| ----- | ----------------------- |
| V     | Vincitore               |
| F     | Finalista               |
| SF    | Semifinalista           |
| O     | Oro olimpico            |
| A     | Argento olimpico        |
| SF    | Bronzo olimpico         |
| QF    | Quarti di Finale        |
| 4T    | Quarto turno            |
| 3T    | Terzo turno             |
| 2T    | Secondo turno           |
| 1T    | Primo turno             |
| RR    | Round Robin             |
| LQ    | Turno di qualificazione |
| A     | Assente                 |
| ND    | Non disputato           |

| Legenda superfici    |
| -------------------- |
| Cemento              |
| Terra battuta        |
| Erba                 |
| Superficie variabile |

### Singolare
Nessuna Partecipazione

### Doppio
| Tornei Grande Slam         |               |               |               |      |
| Australian Open, Melbourne | A             | 2T            | 1T            | 1–2  |
| Roland Garros, Parigi      | A             | V             | V             | 12–0 |
| Wimbledon, Londra          | 3T            | 1T            | ND            | 2–2  |
| US Open, New York          | A             | SF            | 2T            | 5–2  |
| Vittorie–Sconfitte         | 2–1           | 11–3          | 7–2           | 20–6 |
| Torneo di Fine Anno        |               |               |               |      |
| ATP Finals, Londra         | A             | RR            | RR            | 2–4  |
| Vittorie–Sconfitte         | 0–0           | 1–2           | 1–2           | 2–4  |
| Giochi Olimpici            |               |               |               |      |
| Giochi Olimpici            | Non disputati | Non disputati | Non disputati | 0–0  |
| Vittorie–Sconfitte         | Non disputati | Non disputati | Non disputati | 0–0  |

### Doppio misto
| Tornei Grande Slam         |               |               |               |     |
| Australian Open, Melbourne | A             | A             | 1T            | 0–1 |
| Roland Garros, Parigi      | A             | A             | ND            | 0–0 |
| Wimbledon, Londra          | A             | 1T            | ND            | 0–1 |
| US Open, New York          | A             | 1T            | ND            | 0–1 |
| Vittorie–Sconfitte         | 0–0           | 0–2           | 0–1           | 0–3 |
| Giochi Olimpici            |               |               |               |     |
| Giochi Olimpici            | Non disputati | Non disputati | Non disputati | 0–0 |
| Vittorie–Sconfitte         | Non disputati | Non disputati | Non disputati | 0–0 |